# مارغو هوف
مارغو هوف (بالإنجليزية: Margo Hoff)‏ هي رسامة أمريكية، ولدت في 14 يونيو 1910، وتوفيت في 17 أغسطس 2008.

## وصلات خارجية
- الموقع الرسمي